# ایزولابلا
ایزولابلا (به ایتالیایی: Isolabella) یک کومونه در ایتالیا است که در استان تورین واقع شده‌است. ایزولابلا ۴٫۷ کیلومتر مربع مساحت و ۴۰۲ نفر جمعیت دارد.